# Donckers Koffie-Jelly Belly
Donckers Koffie-Jelly Belly was een Belgische wielerploeg. De ploeg bestond van 2010 tot 2011.

## Geschiedenis
In 2010 heeft het team een grootse stap voorwaarts gezet. Met het aantrekken van onder meer Kevin Hulsmans, Steve Schets en Huub Duyn heeft de ploeg een aardige selectie weten op te bouwen.

## Podiumplaatsen
- Handzame Classic - Steve Schets (18/03/2011)
- Dorpenomloop Rucphen - Steve Schets (13/03/2011)